# Nazionale maschile di hockey su pista degli Stati Uniti d'America
La nazionale di hockey su pista degli Stati Uniti d'America è la selezione maschile di hockey su pista che rappresenta gli Stati Uniti d'America in ambito internazionale.

Attiva dal 1966, opera sotto la giurisdizione della Federazione di pattinaggio degli Stati Uniti.

Al 31 dicembre 2015 occupa il 23º posto nel ranking  FIRS.

## Palmarès
- Campionati del mondo B: 3 (record)
  -  1º posto: 1996, 2008, 2010
  -  2º posto: 1998

## Risultati

### Campionato del mondo
| Edizione | Sede/i                         | Piazzamento      | G  | V | N | P |      |
| 1936     | Stoccarda                      | Non partecipante | -  | - | - | - | n.d. |
| 1939     | Montreux                       | Non partecipante | -  | - | - | - | n.d. |
| 1947     | Lisbona                        | Non partecipante | -  | - | - | - | n.d. |
| 1948     | Montreux                       | Non partecipante | -  | - | - | - | n.d. |
| 1949     | Lisbona                        | Non partecipante | -  | - | - | - | n.d. |
| 1950     | Milano                         | Non partecipante | -  | - | - | - | n.d. |
| 1951     | Barcellona                     | Non partecipante | -  | - | - | - | n.d. |
| 1952     | Porto                          | Non partecipante | -  | - | - | - | n.d. |
| 1953     | Ginevra                        | Non partecipante | -  | - | - | - | n.d. |
| 1954     | Barcellona                     | Non partecipante | -  | - | - | - | n.d. |
| 1955     | Milano                         | Non partecipante | -  | - | - | - | n.d. |
| 1956     | Porto                          | Non partecipante | -  | - | - | - | n.d. |
| 1958     | Porto                          | Non partecipante | -  | - | - | - | n.d. |
| 1960     | Madrid                         | Non partecipante | -  | - | - | - | n.d. |
| 1962     | Santiago del Cile              | Non partecipante | -  | - | - | - | n.d. |
| 1964     | Barcellona                     | Non partecipante | -  | - | - | - | n.d. |
| 1966     | San Paolo                      | 7º posto         | 9  | 3 | 0 | 6 | Rosa |
| 1968     | Porto                          | 6º posto         | 9  | 3 | 1 | 5 | Rosa |
| 1970     | San Juan                       | 10º posto        | 10 | 1 | 0 | 9 | Rosa |
| 1972     | La Coruña                      | 9º posto         | 11 | 3 | 1 | 7 | Rosa |
| 1974     | Lisbona                        | 9º posto         | 11 | 3 | 1 | 7 | Rosa |
| 1976     | Oviedo                         | 5º posto         | 11 | 5 | 3 | 3 | Rosa |
| 1978     | San Juan                       | 5º posto         | 11 | 6 | 0 | 5 | Rosa |
| 1980     | Talcahuano e Santiago del Cile | 8º posto         | 10 | 2 | 0 | 8 | Rosa |
| 1982     | Barcelos e Lisbona             | 6º posto         | 17 | 9 | 3 | 5 | Rosa |
| 1984     | Novara                         | 6º posto         | 9  | 3 | 2 | 4 | Rosa |
| 1986     | Sertãozinho                    | 5º posto         | 9  | 4 | 2 | 3 | Rosa |
| 1988     | La Coruña                      | 5º posto         | 9  | 4 | 0 | 5 | Rosa |
| 1989     | San Juan                       | 8º posto         | 8  | 3 | 1 | 4 | Rosa |
| 1991     | Braga e Porto                  | 7º posto         | 8  | 5 | 0 | 3 | Rosa |
| 1993     | Bassano, Lodi e Sesto S.G.     | 10º posto        | 8  | 2 | 1 | 5 | Rosa |
| 1995     | Recife                         | Non partecipante | -  | - | - | - | n.d. |
| 1997     | Wuppertal                      | 10º posto        | 8  | 3 | 0 | 5 | Rosa |
| 1999     | Reus                           | 12º posto        | 8  | 0 | 1 | 7 | Rosa |
| 2001     | San Juan                       | 11º posto        | 6  | 3 | 0 | 3 | Rosa |
| 2003     | Oliveira de Azeméis            | 13º posto        | 6  | 3 | 0 | 3 | Rosa |
| 2005     | San Jose                       | 11º posto        | 6  | 2 | 0 | 4 | Rosa |
| 2007     | Montreux                       | 16º posto        | 6  | 1 | 0 | 5 | Rosa |
| 2009     | Pontevedra e Vigo              | 15º posto        | 6  | 1 | 0 | 5 | Rosa |
| 2011     | San Juan                       | 13º posto        | 6  | 2 | 0 | 4 | Rosa |
| 2013     | Luanda e Namibe                | 14º posto        | 6  | 2 | 0 | 4 | Rosa |
| 2015     | La Roche-sur-Yon               | Non partecipante | -  | - | - | - | n.d. |

### Campionato del mondo B
| Edizione | Sede/i            | Piazzamento      | G | V | N | P |      |
| 1984     | Parigi            | Non partecipante | - | - | - | - | n.d. |
| 1986     | Città del Messico | Non partecipante | - | - | - | - | n.d. |
| 1988     | Bogotà            | Non partecipante | - | - | - | - | n.d. |
| 1990     | Macao             | Non partecipante | - | - | - | - | n.d. |
| 1992     | Andorra la Vella  | Non partecipante | - | - | - | - | n.d. |
| 1994     | Santiago del Cile | 5º posto         | 7 | 3 | 3 | 1 | Rosa |
| 1996     | Veracruz          | Campione         | 8 | 8 | 0 | 0 | Rosa |
| 1998     | Macao             | 2º posto         | 7 | 6 | 0 | 1 | Rosa |
| 2000     | Chatham           | Non partecipante | - | - | - | - | n.d. |
| 2002     | Montevideo        | Non partecipante | - | - | - | - | n.d. |
| 2004     | Macao             | Non partecipante | - | - | - | - | n.d. |
| 2006     | Montevideo        | Non partecipante | - | - | - | - | n.d. |
| 2008     | Vanderbijlpark    | Campione         | 6 | 6 | 0 | 0 | Rosa |
| 2010     | Dornbirn          | Campione         | 8 | 8 | 0 | 0 | Rosa |
| 2012     | Canelones         | Non partecipante | - | - | - | - | n.d. |
| 2014     | Canelones         | 4º posto         | 4 | 2 | 0 | 2 | Rosa |

### Coppa America
| Edizione | Sede/i       | Piazzamento      | G | V | N | P |      |
| 2007     | Recife       | 7º posto         | 7 | 0 | 0 | 7 | Rosa |
| 2008     | Buenos Aires | Non partecipante | - | - | - | - | n.d. |
| 2010     | Vic          | 9º posto         | 5 | 1 | 0 | 4 | Rosa |